# Viktor Katz
Viktor Katz (* 1. Mai 1880 in Jistebnitz, Bezirk Tabor, Böhmen; † 26. Januar 1940 in Prag, Protektorat Böhmen und Mähren) war ein tschechischer Münzsammler und Numismatiker.
Viktor Katz entstammte einer jüdischen Familie und war der Sohn des Rechtsanwalts Leopold Katz (1854–1927). Er studierte Jura, erwarb den Dr. jur. und war in der tschechischen Postverwaltung tätig.
Er sammelte mittelalterliche und frühneuzeitliche Münzen, insbesondere erzgebirgische Renaissancemedaillen und tschechische Münzen des Mittelalters. Zu diesen Themen publizierte er auch rege. Er war eines der Gründungsmitglieder der Tschechoslowakischen Numismatischen Gesellschaft und eine der führenden Persönlichkeiten der tschechischen Numismatik der Zwischenkriegszeit. Von Anfang an konzentrierte er sich auf mittelalterliche und neuzeitliche Münzen, vor allem auf die Joachimstaler und erzgebirgischen Renaissancemedaillen.

## Veröffentlichungen (Auswahl)
- Další příspěvky k dějinám jáchymovského medailérství 16. století. Prag 1927.
- Kontramarky na pražských groších. Prag 1927.
- Tisíc let české vládní mince (929–1929). Prag 1929.
- Die erzgebirgische Prägemedaille des XVI. Jahrhunderts. Prag 1932.
- O chronologii denárů Boleslava I. a Boleslava II. Prag 1935.
- Úvahy o chronologii českých denárů na počátku XI. století. Prag 1937.